# Vụ video Kohistan 2012
Vụ video Kohistan 2012 là một vụ giết người vì danh dự xảy ra vào tháng 5 năm 2012 tại Thung lũng Palas, quận Kohistan, Pakistan, liên quan đến việc năm cô gái đã bị tình nghi giết hại vì xuất hiện trong một video được phát tán trên internet, ghi lại cảnh người đàn ông nhảy múa trong khi bốn cô gái vỗ tay và hát theo.
Khi video bị phát tán ra bên ngoài, một hội đồng jirga được cho là đã tổ chức ngay sau đó, quyết định rằng những người xuất hiện trong video phải bị giết. Afzal Kohistani, anh trai của hai nạn nhân có liên quan đến đoạn video, đã đi ngược lại truyền thống của bộ lạc địa phương và đưa vụ việc ra cả nước; yêu cầu sự bảo vệ đối với những người xuất hiện trong video và sau đó tuyên bố rằng các cô gái xuất hiện trong video đều bị sát hại. Afzal đã vận động trong hơn bảy năm để giữ cho vụ án trước công chúng cho đến khi bị sát hại vào tháng 3 năm 2019.
Tháng 9 năm 2019, ba người đàn ông với tội danh giết hại ba trong số các cô gái xuất hiện trong video đã bị kết án tù chung thân. Tình trạng của cô gái thứ tư và thứ năm đến nay vẫn chưa được xác định.

## Diễn biến

### Lan truyền
Vào tháng 5 năm 2012, một video ghi lại cảnh bốn cô gái gồm Bazeegha, Sereen Jan, Begum Jan, Amina và người thứ năm Shaheen nhưng không xuất hiện trong video vỗ tay hát cùng một người đàn ông đang khiêu vũ và người còn lại ghi hình video đã bị phát tán trên internet. Đoạn video được cho là quay tại đám cưới ở một ngôi làng có tên Gadaar thuộc Kohistan. Và vì các cô gái cũng như đàn ông xuất hiện trong video đến từ bộ lạc khác nhau, một hội đồng jirga được cho là đã tổ chức ngay sau đó bởi giáo sĩ địa phương, quyết định rằng những người tham gia vào video phải bị giết vì sự qua lại giữa các bộ lạc bị coi là điều cấm kị.

### Điều tra và phán quyết pháp lý
Vụ việc được nhiều phương tiện truyền thông trong nước đưa tin vào tháng 6 năm 2012 khi Afzal Kohistani, anh trai của hai người đàn ông trong đoạn video, cáo buộc rằng những cô gái đã bị giết theo lệnh của trưởng lão bộ lạc Azadkhel. Quan chức khu vực sau đó phủ nhận điều này và tuyên bố rằng họ chưa chết. Hai chuyến đi đến ngôi làng của các nhà hoạt động nhân quyền và quan chức chính phủ theo lệnh của Tòa án Tối cao Pakistan đã được thực hiện để gặp các cô gái và bước đầu xác nhận rằng ít nhất có bốn cô còn sống. Dù vậy, Afzal vẫn khẳng định các cô gái thật trong đoạn video trên đã chết và những người mà đoàn điều tra gặp là kẻ giả mạo, đồng thời làm đơn yêu cầu mở lại vụ án. Tiến sĩ Farzana Bari, người cũng tham gia vào chuyến đi để gặp các cô gái, tuy ban đầu đồng ý với kết luận đạt được, nhưng sau đó bà đã phản đối vì sự mâu thuẫn trong chứng cứ.
Vào ngày 8 tháng 2 năm 2014, một cựu thành viên của Quốc hội tỉnh Khyber Pakhtunkhwa công khai tuyên bố rằng bốn cô gái trong đoạn video đã bị sát hại, thúc đẩy việc Afzal Kohistani gửi một đơn kiện khác yêu cầu các cô gái phải trình diện trước tòa. Sau khi bị từ chối, anh tiếp tục đưa vụ việc lên Tòa án Tối cao do thẩm phán Ejaz Afzal Khan xét xử và thành lập một ủy ban khác vào tháng 11 năm 2016. Luật sư biện hộ cho rằng không thể đưa các cô gái đến trước ủy ban do những hạn chế của bộ lạc địa phương vì vấn đề danh dự và xấu hổ, tuy nhiên lập luận trên sau đó đã bị bác bỏ và một nhóm người bao gồm thẩm phán địa phương Shoaib Khan và các quan chức khác được cử đến gặp các cô gái. Bốn cô gái đã xuất hiện nhưng bị nghi ngờ bởi những mâu thuẫn giữa độ tuổi với những người xuất hiện trong video năm năm trước.
Farzana Bari sau đó cũng đưa ra một tuyên bố mới trước tòa, đề cập đến lo ngại trước đó của bà rằng những cô gái xuất hiện trong video không phải là người đã được trình diện trước ủy ban bằng việc đưa bức ảnh của các cô gái được chụp trong phiên họp của ủy ban cho một nhà báo của Reuters và thực hiện việc đối sánh thông qua một cơ quan độc lập nổi tiếng của Anh 'Digital Barriers', qua đó nhận được kết quả xác nhận rằng bức ảnh này không khớp với hình ảnh của các cô gái xuất hiện trong video nói trên.
Vào tháng 8 năm 2018, theo lệnh của Tòa án Tối cao, cảnh sát Kohistan đã đưa ra một báo cáo thông tin đầu tiên về vụ giết hại danh dự của năm cô gái có liên quan đến video. Tháng 12 năm 2018, điều tra phát hiện ra rằng hai trong số năm nạn nhân có thể còn sống và ba trong số các cô gái là Siran Jan, Begum Jan và Bazeegha đã thực sự bị giết.

## Kết án
Vào tháng 1 năm 2014, sáu người đàn ông của bộ lạc Azadkhel, là họ hàng của các cô gái trong đoạn video, đã bị kết tội giết ba anh em của Afzal Kohistani. Một người bị kết án tử hình và 5 người khác chịu án 25 năm tù, tuy nhiên đã bị tòa án cấp cao lật lại vào năm 2017. Sáu người đàn ông khác, bao gồm cả trưởng lão bộ lạc, được xử trắng án.
Tháng 9 năm 2019, cha và anh trai của ba nạn nhân lần lượt là Bazeegha, Sereen Jan và Begum Jan đã bị kết tội giết người và kết án tù chung thân. Năm người đàn ông có liên quan khác được tuyên bố trắng án.

## Afzal Kohistani

Afzal Kohistani (bị sát hại ngày 6 tháng 3 năm 2019), anh trai của những người đàn ông trong video

Afzal Kohistani là một trong tám người con thuộc bộ lạc Salehkhel. Gia đình anh có cuộc sống thoải mái và được tôn trọng trong cộng đồng làng Gadaar. Công việc chủ yếu của Afzal là điều hành một cửa hàng may mặc, ngoài ra còn làm thư ký cho luật sư và buôn bán mật ong, cũng như dành thời gian rảnh để học luật.
Năm 2010, hai người em trai của anh là Bin Yasir và Gui Nazar được cho là đã quay trở lại ngôi làng và có mặt trong đoạn video. Khi video bị lan truyền, Yasir và Nazar đã bị bắt nhưng được tuyên bố trắng án vào tháng 12 cùng năm, đi cùng hai người anh em khác sau đó rời nhà và chuyển đến sống tại làng Allai.
Đi ngược lại với việc tuân theo truyền thống của bộ lạc, Afzal đã cố gắng ngăn cản việc thi hành án jirga. Khi không thành, anh đưa vụ việc lên phương tiện truyền thông và tạo ra các vụ kiện tụng để chứng minh rằng những vụ giết người đã xảy ra. Kết quả là ba anh em của Afzal còn ở lại Gadaar đã bị sát hại vào tháng 1 năm 2013 và ngôi nhà của Afzal bị thiêu rụi. Vào ngày 6 tháng 3 năm 2019, anh bị bắn chết ở Abbottabad, Khyber Pakhtunkhwa.